# Misumenops lowriei
Misumenops lowriei är en spindelart som beskrevs av Schick 1970. Misumenops lowriei ingår i släktet Misumenops och familjen krabbspindlar. Inga underarter finns listade i Catalogue of Life.